# Hrútaskálarhnjúkur
Hrútaskálarhnjúkur är en bergstopp i republiken Island. Den ligger i regionen Norðurland vestra, 230 km nordost om huvudstaden Reykjavík. Toppen på Hrútaskálarhnjúkur är 1 125 meter över havet.
Trakten runt Hrútaskálarhnjúkur är nära nog obefolkad, med mindre än två invånare per kvadratkilometer. Det finns inga samhällen i närheten. Trakten runt Hrútaskálarhnjúkur består i huvudsak av gräsmarker.